# Championnat du monde de rugby à XV des moins de 21 ans 2004
Navigation
Championnat du monde 2003 Championnat du monde 2005
Le championnat du monde de rugby à XV des moins de 21 ans 2004 est organisé en Écosse dans les villes de Glasgow et d'Édimbourg. Trente rencontres sont jouées du 11 au 27 juin 2004.

## Résultats

### Rencontres
Les matchs de la première phase qualificative se déroulent du 11 au 19 juin.

## Phase finale

### Finale pour la troisième place
| 27 juin 2004 | Afrique du Sud -21 | 44 - 10 | Australie -21 |  |
| 27 juin 2004 |                    |         |               |  |
| 27 juin 2004 |                    |         |               |  |

### Finale
La finale de la compétition a lieu le 27 juin 2004 au Hughenden Stadium, à Glasgow. Elle voit la Nouvelle-Zélande s'imposer face à l'Irlande sur le score de 47 à 19.
| 27 juin 2004 | Irlande -21 | 19 - 47 | Nouvelle-Zélande -21 | Hughenden Stadium, Glasgow |
| 27 juin 2004 |             |         |                      | Hughenden Stadium, Glasgow |
| 27 juin 2004 |             |         |                      | Hughenden Stadium, Glasgow |